# Österreichische Badmintonmeisterschaft 2020
Die Österreichische Badmintonmeisterschaft 2020 fand vom 31. Januar bis zum 2. Februar 2020 in der AHS Solar City in Linz statt. Es war die 63. Auflage der Meisterschaften.

## Medaillengewinner
| Disziplin    | Gold                               | Silber                           | Bronze                           |
| ------------ | ---------------------------------- | -------------------------------- | -------------------------------- |
| Herreneinzel | Wolfgang Gnedt                     | Leon Seiwald                     | Nicolas Rudolf                   |
| Herreneinzel | Wolfgang Gnedt                     | Leon Seiwald                     | Philipp Drexler                  |
| Dameneinzel  | Katrin Neudolt                     | Jenny Ertl                       | Bianca Schiester                 |
| Dameneinzel  | Katrin Neudolt                     | Jenny Ertl                       | Emily Wu                         |
| Herrendoppel | Dominik Stipsits Philip Birker     | Jakob Sorger Roman Zirnwald      | Simon Rebhandl Lukas Weissenbäck |
| Herrendoppel | Dominik Stipsits Philip Birker     | Jakob Sorger Roman Zirnwald      | Nicolas Rudolf Philipp Drexler   |
| Damendoppel  | Serena Au Yeong Katharina Hochmeir | Bianca Schiester Réka Sárosi     | Jana Haas Nadine Reiter          |
| Damendoppel  | Serena Au Yeong Katharina Hochmeir | Bianca Schiester Réka Sárosi     | Anna Hagspiel Lena Kremmel       |
| Mixed        | Philip Birker Katharina Hochmeir   | Dominik Stipsits Serena Au Yeong | Roman Zirnwald Lena Kremmel      |
| Mixed        | Philip Birker Katharina Hochmeir   | Dominik Stipsits Serena Au Yeong | René Nichterwitz Anna Hagspiel   |

## Herreneinzel
- Ármin Sárosí – Josef Hundsbichler: 21-13 21-14
- Luca Froschauer – Christian Tomic: 21-19 17-21 21-15
- Peter Kreulitsch – Christoph Gschwandtner: 21-19 15-21 21-16
- Simon Hundsbichler – Michael Tomic: 12-21 21-17 22-20
- Wolfgang Gnedt – Andrej Serov: 21-14 21-8
- Simon Ofner – Edgar Klammer: 21-6 21-5
- Georg Stoisser – Emil Dantler: 21-14 21-23 21-16
- Kilian Meusburger – Richard Schneeberger: 21-10 21-18
- Marc Ryan Legitimas – Michael Scheinecker: 12-21 21-13 22-20
- Nicolas Rudolf – Jannik Auberger: 21-11 21-11
- Christian Hartner – Peter Kreulitsch: 21-11 20-22 21-8
- Leon Seiwald – Erik Gebeshuber: 21-9 21-17
- Lukas Weissenbäck – Florian Baumgartner: 21-15 21-18
- Markus Schaller – Ármin Sárosí: 15-21 21-17 21-16
- Philipp Drexler – Richard Wan: 21-15 21-10
- René Nichterwitz – Lukas Höfling: 21-15 21-11
- Erik Seiwald – Tobias Baumgartner: 21-12 21-9
- Luca Froschauer – Markus Hinz: 21-18 21-13
- Michael Schausberger – Tobias Rudolf: 18-21 21-17 21-9
- Simon Hundsbichler – Thomas Badent: 21-23 21-13 22-20
- Nicolas Rudolf – Simon Ofner: 21-4 21-17
- Markus Schaller – Lukas Weissenbäck: 18-21 21-19 21-18
- Erik Seiwald – Luca Froschauer: 18-21 21-13 21-18
- Michael Schausberger – Christian Hartner: 22-20 21-16
- Philipp Drexler – Georg Stoisser: 21-9 22-20
- Kilian Meusburger – Simon Hundsbichler: 21-8 21-12
- Leon Seiwald – René Nichterwitz: 19-21 21-8 21-17
- Wolfgang Gnedt – Markus Schaller: 21-8 21-13
- Nicolas Rudolf – Erik Seiwald: 21-8 21-9
- Philipp Drexler – Michael Schausberger: 21-9 20-22 21-17
- Leon Seiwald – Kilian Meusburger: 21-13 21-17
- Wolfgang Gnedt – Leon Seiwald: 21-10 19-21 27-25
- Wolfgang Gnedt – Nicolas Rudolf: 21-16 21-9
- Leon Seiwald – Philipp Drexler: 15-21 12-3 Aufgabe

## Dameneinzel
- Barbara Galos – Lena Rumpold: 21-17 5-4 Aufgabe
- Nadine Reiter – Johanna Höfle: 15-21 21-19 21-13
- Jana Haas – Johanna Doppelreiter: 21-15 21-13
- Emily Wu – Lara Stockinger: 21-6 21-5
- Martina Nöst – Anna Hagspiel: 21-19 21-19
- Katrin Neudolt – Barbara Galos: 21-9 21-12
- Bianca Schiester – Nadine Reiter: 15-21 21-10 21-17
- Emily Wu – Jana Haas: 16-21 22-20 21-19
- Jenny Ertl – Martina Nöst: 21-19 21-19
- Katrin Neudolt – Jenny Ertl: 21-13 22-20
- Katrin Neudolt – Bianca Schiester: 21-11 21-12
- Jenny Ertl – Emily Wu: 21-11 21-19

## Herrendoppel
- Ármin Sárosí / Christian Tomic / Simon Bailoni / Ilija Nicolussi: 21-11 21-18
- Georg Stoisser / Christian Hartner / Michael Scheinecker / Richard Wan: 21-7 21-9
- Reinhard Hechenberger / Roland Bauer – Josef Hundsbichler / Marc Ryan Legitimas: 21-12 21-16
- Luca Froschauer / Jannik Auberger – Emil Dantler / Christoph Gschwandtner: 21-15 21-16
- Dominik Stipsits / Philip Birker – Michael Schausberger / Andrej Serov: 21-8 21-11
- Tobias Rudolf / Gustav Andree – Ármin Sárosí / Christian Tomic: 21-19 21-19
- René Nichterwitz / Kilian Meusburger – Harald Hochgatterer / Peter Kreulitsch: 21-13 21-11
- Lukas Weissenbäck / Simon Rebhandl – Christian Hartner / Georg Stoisser: 21-16 21-10
- Tobias Baumgartner / Florian Baumgartner – Roland Bauer / Reinhard Hechenberger: 15-21 21-17 22-20
- Roman Zirnwald / Jakob Sorger – Simon Hundsbichler / Markus Schaller: 21-14 21-19
- Simon Ofner / Jannik Maczejka – Jannik Auberger / Luca Froschauer: 12-21 21-18 21-18
- Nicolas Rudolf / Philipp Drexler – Richard Schneeberger / Erik Seiwald: 21-12 21-6
- Dominik Stipsits / Philip Birker – Gustav Andree / Tobias Rudolf: 21-8 21-14
- Lukas Weissenbäck / Simon Rebhandl – Kilian Meusburger / René Nichterwitz: 18-21 21-19 21-18
- Roman Zirnwald / Jakob Sorger – Florian Baumgartner / Tobias Baumgartner: 21-14 21-13
- Nicolas Rudolf / Philipp Drexler – Jannik Maczejka / Simon Ofner: 21-11 21-13
- Dominik Stipsits / Philip Birker – Jakob Sorger / Roman Zirnwald: 21-12 21-16
- Dominik Stipsits / Philip Birker – Simon Rebhandl / Lukas Weissenbäck: 21-15 21-14
- Roman Zirnwald / Jakob Sorger – Philipp Drexler / Nicolas Rudolf: 21-15 17-21 21-8

## Damendoppel
- Anna Maria Schneider / Johanna Höfle – Johanna Doppelreiter / Lena Rumpold: w.o.
- Lena Kremmel / Anna Hagspiel – Iris Freimüller / Maria Steinmann: 17-21 21-13 21-18
- Nadine Reiter / Jana Haas – Lena Krug / Chiara Rudolf: 21-13 21-14
- Nina Sorger / Alexandra Mathis – Sabina Balut / Sofie Masetti: 21-10 21-14
- Bianca Schiester / Réka Sárosí – Johanna Höfle / Anna Maria Schneider: 21-13 21-13
- Lena Kremmel / Anna Hagspiel – Karoline Pottendorfer / Emily Wu: w.o.
- Nadine Reiter / Jana Haas – Conny Ertl / Jenny Ertl: 21-19 21-17
- Katharina Hochmeir / Serena Au Yeong – Alexandra Mathis / Nina Sorger: 21-19 21-17
- Katharina Hochmeir / Serena Au Yeong – Réka Sárosí / Bianca Schiester: 21-10 16-21 21-12
- Bianca Schiester / Réka Sárosí – Anna Hagspiel / Lena Kremmel: 21-17 21-13
- Katharina Hochmeir / Serena Au Yeong – Jana Haas / Nadine Reiter: 21-16 21-5

## Mixed
- Florian Baumgartner / Jana Haas – Luca Froschauer / Conny Ertl: 21-18 21-11
- Simon Rebhandl / Iris Freimüller – Erik Seiwald / Martina Nöst: 21-11 20-22 21-13
- Markus Schaller / Sabina Balut – Ilija Nicolussi / Johanna Doppelreiter: 21-11 21-12
- Philip Birker / Katharina Hochmeir – Nicolas Rudolf / Chiara Rudolf: 21-11 18-21 21-9
- Roman Zirnwald / Lena Kremmel – Richard Wan / Johanna Höfle: 21-11 21-6
- René Nichterwitz / Anna Hagspiel – Marc Ryan Legitimas / Sofie Masetti: 21-8 21-9
- Dominik Stipsits / Serena Au Yeong – Christian Hartner / Lena Rumpold: 21-9 21-11
- Simon Bailoni / Anna Maria Schneider – Michael Tomic / Karoline Pottendorfer: w.o.
- Florian Baumgartner / Jana Haas – Jakob Sorger / Nina Sorger: 21-14 21-11
- Simon Rebhandl / Iris Freimüller – Michael Schausberger / Nadine Reiter: 20-22 21-17 22-20
- Gustav Andree / Emily Wu – Markus Schaller / Sabina Balut: 21-15 21-18
- Philip Birker / Katharina Hochmeir – Simon Bailoni / Anna Maria Schneider: 21-13 21-11
- Roman Zirnwald / Lena Kremmel – Florian Baumgartner / Jana Haas: 21-18 21-13
- René Nichterwitz / Anna Hagspiel – Simon Rebhandl / Iris Freimüller: 21-17 21-19
- Dominik Stipsits / Serena Au Yeong – Gustav Andree / Emily Wu: 19-21 21-4 21-10
- Philip Birker / Katharina Hochmeir – Roman Zirnwald / Lena Kremmel: 27-25 18-21 21-18
- Dominik Stipsits / Serena Au Yeong – René Nichterwitz / Anna Hagspiel: 21-9 21-11
- Philip Birker / Katharina Hochmeir – Dominik Stipsits / Serena Au Yeong: 21-18 23-21